# Aurora Fluminense
Aurora Fluminense fue un periódico publicado en la ciudad de Río de Janeiro, entonces capital imperial de Brasil, durante el siglo XIX.
Fundado por José Apolinário Pereira de Morais, el médico francés José Francisco Xavier Sigaud y el profesor Francisco Crispiniano Valdetaro, su primer número fue publicado el 21 de diciembre de 1827, en el contexto de la crisis del Primer Reinado, expresando en su línea editorial tendencias antilusófonas. A ellos se unió Evaristo da Veiga, que en poco tiempo pasó de colaborador a redactor principal y, luego, en su único redactor (1827-1835).
Evaristo da Veiga le dio una línea editorial liberal moderada que se prolongó por el Período Regencial. En su época, fue el periódico de mayor tirada en Brasil. 